# Microminua
Genre
Synonymes
- Cornigera González-Sponga, 1987

Microminua est un genre d'opilions laniatores de la famille des Samoidae.

## Distribution
Les espèces de ce genre sont endémiques du Venezuela.

## Liste des espèces
Selon World Catalogue of Opiliones (12/10/2021) :
- Microminua flava (González-Sponga, 1987)
- Microminua parvula Sørensen, 1932

## Publication originale
- Henriksen, 1932 : « Descriptiones Laniatorum (Arachnidorum Opilionum Subordinis). Opus posthumum recognovit et edidit Kai L. Henriksen. » Det Kongelige Danske Videnskabernes Selskabs skrifter, Naturvidenskabelig og Mathematisk Afdeling, sér. 9, vol. 3, no 4, p. 197–422.